# John Walton
Pour les articles homonymes, voir Walton.
John Walton, né le 8 octobre 1946 à Newport et mort le 27 juin 2005 à Jackson, était le fils de Sam Walton, fondateur de Wal-Mart, et l'un de ses héritiers avec ses frères S. Robson, Jim, sa sœur Alice et sa mère Helen. Il détenait le poste de directeur dans la multinationale familiale.
La famille se partage une fortune de 90,7 milliards de dollars et gère la multinationale (Liste des milliardaires du monde).
John Walton est décédé le lundi 27 juin 2005 à la suite d'un accident d'avion dans l'État du Wyoming. Il s'est écrasé dans l'avion qu'il pilotait peu après le décollage à l'aéroport de Jackson Hole, dans le parc national de Grand Teton.
Sa femme Christy Walton hérite donc en partie de sa fortune, elle est en 2006 la 17e personne la plus riche au monde, et la femme la plus riche des États-Unis. 